# Babócsa ostroma (1664)
Babócsa ostroma 1664. január 23-ától január 24-éig tartó rövid ostrom, amelynek során a Zrínyi Miklós vezette magyar-horvát-rajnai sereg, osztrák erősítés segítségével bevette a várat.
Zrínyi január 21-én fogott hadműveletekbe a Dráva mentén és csakhamar bevette Berzencét, amelynek török őrsége szabadon elvonulhatott. Másnap a sereg Babócsát vonta blokád alá és Berzencéhez hasonlóan rövid csatározást követően az őrség átadta a várat. A török itt is szabadon távozhatott, de fegyvereit át kellett adnia. Továbbá a várban értékes zsákmányra leltek a katonák.
Zrínyi ezt követően Szigetvár felé vette az irányt, valójában csak elterelő hadműveletekbe fogott bele. Egyik csapata Barcs ellen vonult, melynek katonasága elmenekült. Egy másik csapat a szigetvári vár közelében álló Nagy Szulejmán emlékére emelt türbét dúlta fel. Az ottani katonaság megpróbálta megvédeni a szultán síremlékét, de csakhamar feladta a harcot. Szigetvárnál kisebb tüzérségi párbaj zajlott, majd a teljes sereg Pécs ellen vonult.

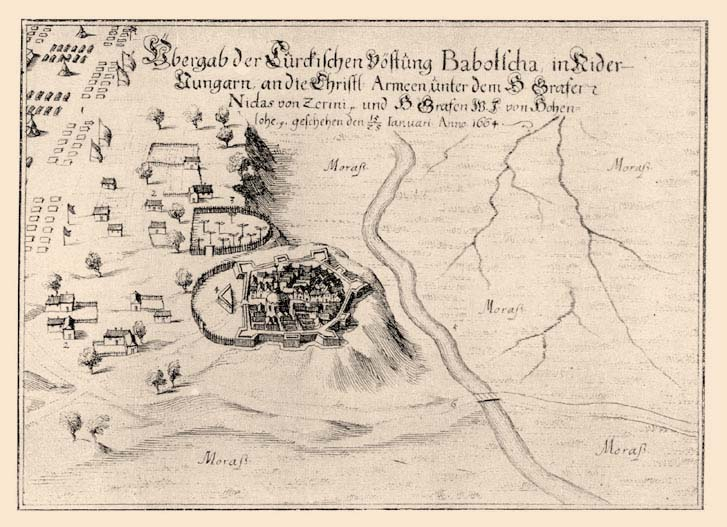
Babócsa vára 1664-ben